# Helichrysum proteoides
Helichrysum proteoides là một loài thực vật có hoa trong họ Cúc. Loài này được (Lam.) Baker mô tả khoa học đầu tiên.